# Eleonora av Österrike (1498–1558)
Eleonora av Österrike, i Portugal Leonor, i Frankrike Eleonore, född den 15 november 1498, död den 25 februari 1558, var en österrikisk ärkehertiginna och spansk infanta, som blev portugisisk och senare fransk drottning, gift med först kung Manuel I av Portugal och sedan med kung Frans I av Frankrike.

## Biografi

### Tidigt liv
Född i Leuven i Nederländerna som dotter till Filip I av Kastilien (”den sköne”) och Johanna I av Kastilien (”den vansinniga”) och syster till Karl V eller I, kejsare av Tysk-romerska riket och kung av Spanien, vars favoritsyskon hon var. 
Äktenskap föreslogs med Henrik VIII av England (1509), hertig Anton av Lothringen (1510) och Ludvig XII av Frankrike (1514). Hon hade 1517 ett förhållande med Fredrik av Pfalz, men då brodern ertappade henne vid läsningen av ett kärleksbrev från denne tvingade han paret att svära på att de inte var hemligt gifta inför en advokat och förvisade sedan Fredrik från hovet. Hon följde sin bror till Spanien samma år. 

### Drottning av Portugal
Hon blev 1518 bortgift med Manuel av Portugal för att förhindra portugisiskt stöd till ett eventuellt uppror i Spanien. En första vigsel ägde rum i Spanien, och en andra i Portugal efter att hon hade passerat gränsen och mött sin make för första gången. Paret fick ett barn. 
Hon var drottning i Portugal i tre år. Hon gynnade framgångsrikt goda relationer mellan Portugal och Spanien. Hon hade en god relation till sin nya familj: till sin svägerska Isabella, som så småningom skulle komma att gifta sig med hennes bror, och med sin svåger, som senare skulle komma att gifta sig med hennes syster Katarina. 
Då hon 1521 blev änka återvände hon till sin brors hov i Spanien. Vid sin avfärd tvingades hon lämna kvar sin dotter i Portugal. 
1523 förlovades hon med Karl III av Bourbon i en allians mot Frankrike, men äktenskapet skulle aldrig bli av. 1526 förlovades hon med kung Frans I av Frankrike, som då var fången i Spanien. Som en symbol för freden mellan det tysk-romerska riket och Frankrike blev hon 4 juni 1530 bortgift med Frans av Frankrike. Hon anlände till Frankrike tillsammans med sina framtida svärsöner, som samtidigt frigavs som gisslan.

### Drottning av Frankrike
Eleonora kröntes till drottning av Frankrike den 31 maj 1531. Hon ignorerades för det mesta av Frans, som sällan hade samlag med henne och som under hennes kröningståg i Paris väckte skandal genom att öppet visa sig under två timmar i ett fönster för allmänheten med sin officiella älskarinna Anne d'Heilly. 
Som Frankrikes drottning deltog Eleonora i det representativa hovlivet, och Frans gav henne ett stort hov för att hon skulle kunna utföra sin uppgift: hon hade bland annat femtio hovdamer, varav tolv var spanjorskor, och ett flertal hovmusiker. Frans visade henne respekt offentligt i hennes egenskap av drottning men ignorerade henne i privata sammanhang, och paret fick inga barn. 
Hon tycks ha spelat en undanskymd roll vid franska hovet utöver sin ceremoniella roll som drottning. Det finns inte många uppgifter om hennes relation till den franska kungafamiljens övriga medlemmar, men hon tycks ha kommit väl överens med sin äldsta son kronprins Frans och sin yngsta styvson, dock inte med mellansonen Henrik, som senare blev tronföljare. 
Hon hade inget som helst inflytande över politiken, utom i de fall kungen behövde henne för att agera kontaktperson mellan Frankrike och det tysk-romerska riket. Hon medlade vid fredsförhandlingarna i mötet mellan sin bror kejsaren och sin make i Aigues-Mortes 1538. Hon fick år 1544 förtroendet att inleda fredsförhandlingar med sin bror för sin brors räkning. 

### Senare liv
Eleonora blev änka 31 mars 1547 och fick då titeln hertiginna av Touraine. Hennes make bad hennes styvson Henrik II att se till hennes välfärd, men han visade inget intresse för henne. I egenskap av barnlös änka betraktades hon som totalt politiskt betydelselös. 
Hon stannade sorgeåret ut, vilket krävdes av franska änkedrottningar. Hon lämnade Frankrike i november 1548, och bosatte sig med sin syster Maria i Bryssel. Hennes styvson Henrik II konfiskerade hennes hemgift och gav den till sin syster Margareta inför dennas tilltänka giftermål, och gav inte ens Eleonora något farväl. Hon gav sig av med bara ett litet följe, och hennes bagage genomsöktes innan hon tilläts passera gränsen.  
Hon anlände till Bryssel den 5 december 1548, där hon fick ett varmt välkomnande av sin syster Maria, och kvarstannade vid dennas hov i Bryssel i flera år. Hennes bror Karl V abdikerade i Bryssel 25 oktober 1555. Den 15 september 1556 lämnade den före detta kejsar Karl Bryssel och avreste till Spanien i sällskap med sina systrar Maria och Eleonora. Karl bosatte sig i ett kloster, där han ofta besöktes av sina systrar. Eleonora återsåg sin dotter i Badajoz och försökte utan framgång övertala henne att bo med henne i Guadalajara i Spanien. Den 13 februari 1558 drabbades Leonor av en astmaattack i Talavera la Real när hon återvände från Badajoz och dog. Hon begravdes, enligt sitt testamente, utan ceremoni.

## Antavla
|                          |  |  |  |  |  |  |  |                           |  |  |  |  |  |  |  |                              |  |  |  |  |  |  |  | 8. Kejsar Fredrik III       |
|                          |  |  |  |  |  |  |  |                           |  |  |  |  |  |  |  |                              |  |  |  |  |  |  |  |                             |
|                          |  |  |  |  |  |  |  |                           |  |  |  |  |  |  |  | 4. Kejsar Maximilian I       |  |  |  |  |  |  |  |                             |
|                          |  |  |  |  |  |  |  |                           |  |  |  |  |  |  |  |                              |  |  |  |  |  |  |  |                             |
|                          |  |  |  |  |  |  |  |                           |  |  |  |  |  |  |  |                              |  |  |  |  |  |  |  | 9. Eleonora av Portugal     |
|                          |  |  |  |  |  |  |  |                           |  |  |  |  |  |  |  |                              |  |  |  |  |  |  |  |                             |
|                          |  |  |  |  |  |  |  | 2. Filip I av Kastilien   |  |  |  |  |  |  |  |                              |  |  |  |  |  |  |  |                             |
|                          |  |  |  |  |  |  |  |                           |  |  |  |  |  |  |  |                              |  |  |  |  |  |  |  |                             |
|                          |  |  |  |  |  |  |  |                           |  |  |  |  |  |  |  |                              |  |  |  |  |  |  |  | 10. Karl, hertig av Burgund |
|                          |  |  |  |  |  |  |  |                           |  |  |  |  |  |  |  |                              |  |  |  |  |  |  |  |                             |
|                          |  |  |  |  |  |  |  |                           |  |  |  |  |  |  |  | 5. Maria av Burgund          |  |  |  |  |  |  |  |                             |
|                          |  |  |  |  |  |  |  |                           |  |  |  |  |  |  |  |                              |  |  |  |  |  |  |  |                             |
|                          |  |  |  |  |  |  |  |                           |  |  |  |  |  |  |  |                              |  |  |  |  |  |  |  | 11. Isabella av Bourbon     |
|                          |  |  |  |  |  |  |  |                           |  |  |  |  |  |  |  |                              |  |  |  |  |  |  |  |                             |
| 1. Eleonora av Österrike |  |  |  |  |  |  |  |                           |  |  |  |  |  |  |  |                              |  |  |  |  |  |  |  |                             |
|                          |  |  |  |  |  |  |  |                           |  |  |  |  |  |  |  |                              |  |  |  |  |  |  |  | 12. Johan II av Aragonien   |
|                          |  |  |  |  |  |  |  |                           |  |  |  |  |  |  |  |                              |  |  |  |  |  |  |  |                             |
|                          |  |  |  |  |  |  |  |                           |  |  |  |  |  |  |  | 6. Ferdinand II av Aragonien |  |  |  |  |  |  |  |                             |
|                          |  |  |  |  |  |  |  |                           |  |  |  |  |  |  |  |                              |  |  |  |  |  |  |  |                             |
|                          |  |  |  |  |  |  |  |                           |  |  |  |  |  |  |  |                              |  |  |  |  |  |  |  | 13. Juana Enríquez          |
|                          |  |  |  |  |  |  |  |                           |  |  |  |  |  |  |  |                              |  |  |  |  |  |  |  |                             |
|                          |  |  |  |  |  |  |  | 3. Johanna den vansinniga |  |  |  |  |  |  |  |                              |  |  |  |  |  |  |  |                             |
|                          |  |  |  |  |  |  |  |                           |  |  |  |  |  |  |  |                              |  |  |  |  |  |  |  |                             |
|                          |  |  |  |  |  |  |  |                           |  |  |  |  |  |  |  |                              |  |  |  |  |  |  |  | 14. Johan II av Kastilien   |
|                          |  |  |  |  |  |  |  |                           |  |  |  |  |  |  |  |                              |  |  |  |  |  |  |  |                             |
|                          |  |  |  |  |  |  |  |                           |  |  |  |  |  |  |  | 7. Isabella I av Kastilien   |  |  |  |  |  |  |  |                             |
|                          |  |  |  |  |  |  |  |                           |  |  |  |  |  |  |  |                              |  |  |  |  |  |  |  |                             |
|                          |  |  |  |  |  |  |  |                           |  |  |  |  |  |  |  |                              |  |  |  |  |  |  |  | 15. Isabella av Portugal    |
|                          |  |  |  |  |  |  |  |                           |  |  |  |  |  |  |  |                              |  |  |  |  |  |  |  |                             |